# 우마왕 (드래곤볼)
우마왕은 토리야마 아키라의 만화 드래곤볼 애니메이션의 등장 인물이다.

## 행적
성우
- 일본 : 故 고우리 다이스케, 오오토모 류자부로[1]
- 대한민국 : 한상덕(비디오 오리지널), 정동열(비디오 Z), 심정민(대원방송), 안효민(대원방송 극장판), 김병현(대원방송 재더빙), 손종환(투니버스)

치치의 아버지이며, 과거 손오반과 함께 무천도사의 제자였다. 겉모습만 보면 큰 덩치에 안경쓰고 뿔 달린 모자를 쓴 그냥 평범한 동네 아저씨 모습이다. 파워는 일반인보다 강한 편이다. 하지만 초반을 제외하곤 거의 스토리상에 등장하지 않는다. Z전사가 모두 모일때만 아주 가끔 나온다.